# Legge speciale
Una legge speciale, dal punto  di vista giuridico, designa un tipo particolare di legge. Le sue condizioni dipendono dagli ordinamenti dei vari Stati del mondo in cui è in vigore.

## Nel mondo

### Belgio
In Belgio una legge speciale o legge a maggioranza speciale può essere validamente adottata solo se ottiene una maggioranza semplice sia nel gruppo dei deputati e senatori valloni e francofoni, sia nel gruppo dei deputati e senatori fiamminghi. Deve inoltre ottenere l'approvazione di due terzi di tutti i rappresentanti che partecipano al voto.
L'obiettivo di richiedere queste maggioranze è cercare di impedire a una maggioranza circostanziale di approvare una legge che potrebbe essere respinta dalla maggioranza della popolazione appartenente a una delle due comunità linguistiche di questo paese. L'articolo 4 della Costituzione belga stabilisce le questioni per le quali è richiesta una legge speciale, in particolare per quanto riguarda la modifica dei confini delle regioni o delle rispettive competenze delle comunità e delle regioni.
Nelle assemblee, le maggioranze richieste per l'approvazione di tale legge sono ancora più importanti che per le revisioni della Costituzione. Sono richiesti due terzi dei voti, oltre alla maggioranza in ciascun gruppo linguistico, sebbene questo requisito di riserva non si applichi alle modifiche della Legge fondamentale.

### Canada
In Canada, in caso di azioni di sciopero e / o blocchi, i governi federali o provinciali possono emanare una "legislazione sul lavoro", una legge speciale che impedisce all'azione di sciopero e / o al blocco di continuare. Può anche imporre un arbitrato vincolante o un nuovo contratto alle parti della controversia. Tale legislazione è stata emanata durante lo sciopero del Canada Post del 2011 e dello sciopero ferroviario del 2012, ponendo così fine a questi scioperi come azioni legali. A livello provinciale, atti simili possono essere approvati per altri scopi; l'Assemblea Nazionale del Québec ha emanato l'Act 78 nel 2012 al fine di reprimere una serie di proteste studentesche.

### Italia
Nell'ordinamento giuridico italiano si definiscono speciali quelle leggi che regolano situazioni o materie particolari o che sono rivolte a categorie di soggetti ben precise. 